# Rowan Atkinson
Rowan Sebastian Atkinson (født 6. januar 1955) er en engelsk skuespiller, komiker og manuskriptforfatter. Han spillede titelrollerne i sitcomene Blackadder (1983–1989) og Mr. Bean (1990–1995) samt i filmserien Johnny English (2003–2018). I slutningen af 1970'erne blev han medlem af holdet bag BBC's satireserie Not the Nine O'Clock News (1979–1982) som forfatter og skuespiller.
Han har medvirket i forskellige film, herunder James Bond-filmen Never Say Never Again (1983), Heksene (1990), Fire bryllupper og en begravelse (1994), Rat Race (2001), Scooby-Doo (2002), Love Actually (2003) og Wonka (2023). Han lagde stemmer til rollen som Zazu i Disney animationsfilmen Løvernes Konge (1994). Han portrætterede Mr. Bean i filmatiseringerne Bean (1997) og Mr. Beans Ferie (2007). I 1995 og 1996 havde Atkinson rollen som politiinspektør Raymond Fowler i den britiske sitcom The Thin Blue Line.
Atkinson blev nævnt i The Observer som en af de 50 sjoveste skuespillere i britisk komedie i 2003, og blandt de 50 bedste komikere nogensinde, i en meningsmåling fra 2005 blandt andre komikere. Gennem sin karriere har han samarbejdet med manuskriptforfatter Richard Curtis og komponist Howard Goodall, som han begge mødte i Oxford University Dramatic Society i 1970'erne.

## Privat
Rowan Atkinson er født i Durham i Nordengland, hvor hans far ejede en gård. Han har to ældre brødre, Rupert og Rodney. Han gik på privatskole i Durham, kom på Newcastle University hvor han afsluttede som el-ingeniør (BS) (electrical engineering) i 1975. Herefter fortsatte han på Oxford for at tage M.Sc. som el ingeniør (electrical engineering). På Oxford mødte han manuskriptforfatter Richard Curtis. De skrev og spillede revy på Oxford Playhouse og opførte stykket på Edinburgh Fringe.
Rowan Atkinson blev gift med Sunetra Sastry i 1990. De har børnene Lily og Benjamin. De blev separateret i 2014 og skilt den 10. november 2015.
Atkinson har siden 2014 datet Louise Ford. Parret fik en datter, Isla May, i december 2017. Atkinson kalder datteren for “Baby Bean”.
Hans hobby er meget hurtige biler.
Rowan Atkinson deltog i et racerløb i Frankrig. Ikke i hans Austin Mini, men i en Ferrari F50 fra 1996. Løbet begyndte i Paris og gik via Dijon, Annecy, Vichy til La Rochelle.[kilde mangler]

## Karriere
Efter succes med en revy på Hampstead Theatre i 1978 fik Rowan Atkinson tilbudt store roller i to engelske tv-serier, men han valgte BBC's Not The Nine O'Clock News sammen med Mel Smith, der senere instruerede The Tall Guy og Bean. De indspillede album, udgav bøger, vandt en International Emmy Award og en British Academy Award for "Best Light Entertainment Program of 1980".
Atkinson vandt "British Academy Award" for Not the Nine O'Clock News og blev kåret til "BBC Personality of the Year". Hans show på Globe Theatre i London var udsolgt hele sæsonen, og han vandt Society of West End Theaters award for "Comedy Performance of the Year".[kilde mangler]
I 1983 begyndte han og manuskriptforfatteren Richard Curtis deres "situation tragedy" – Blackadder – for BBC Television. Efter en verdensturne med sit eget show og en rolle i The Nerd i Londons West End var Atkinson medforfatter og hovedrolleindehaver i to nye serier af Blackadder.
Mens Atkinson indspillede The Tall Guy om dagen, havde han om aftenen hovedrollen i The Sneeze, stykker efter Tjekov.
Atkinson spillede engelsk konsul sammen med Sean Connery i James Bond-filmen Never Say Never Again, og i 1989 spillede han sammen med Steven Wright i den oscarbelønnede kortfilm The Appointments of Dennis Jennings. De sidste store film var Fire bryllupper og en begravelse (1994) , Løvernes Konge, Rat Race (2001), Scooby-Doo (2002) og Bean.
Filmen Bean: The Ultimate Disaster Movie slog alle rekorder, da den indtjente 100 millioner, allerede før den blev udsendt i USA. Det er den bedst sælgende europæiske film. Rekordindehaveren var Fire bryllupper og en begravelse, hvori Rowan Atkinson også var med. [kilde mangler]

## Filmografi

### Spillefilm og tv-serier
- 1979–1982: Not the Nine O'Clock News
- 1983–1989: Blackadder
- 1983: Never Say Never Again
- 1988: The Appointments of Dennis Jennings
- 1989: The Tall Guy
- 1990–1995: Mr. Bean
- 1995–1996: The Thin Blue Line
- 1990: Heksene
- 1993: Hot Shots! Part Deux
- 1994: Fire bryllupper og en begravelse
- 1994: Løvernes Konge
- 1997: Bean
- 2000: Maybe Baby
- 2001: Rat Race
- 2002: Scooby-Doo
- 2003: Johnny English
- 2003: Love Actually
- 2005: Svigermor(d)
- 2007: Mr. Beans Ferie
- 2011: Johnny English Reborn
- 2017: Huan Le Xi Ju Ren
- 2018: Johnny English slår til igen
- 2022: Man vs. Bee
- 2023: Wonka